# Lisette Oropesa
Lisette Oropesa est une cantatrice américaine d'origine cubaine dont la typologie vocale est celle de soprano léger. Elle est réputée pour son vibrato. Elle joue de la flûte traversière, du piano et de la guitare.

## Biographie
Cette section est promotionnelle ou publicitaire (novembre 2023). Considérez son contenu avec précaution et/ou discutez-en.

### Jeunesse
Lisette Oropesa est née le 29 septembre 1983 à La Nouvelle-Orléans, Louisiane dans une famille d'émigrés cubains et grandit à Baton Rouge. Sa mère, initialement professeur de musique, finit comme soprano à l'opéra.
Poussée par l'amour de la musique, Lisette se destine à devenir flutiste[Selon qui ?]. Elle étudie la flûte traversière dont elle jouera pendant douze ans. Sa mère, frappée[Interprétation personnelle ?] par les possibilités vocales de sa fille, lui conseille de cultiver ce don. Lisette s'inscrit donc pour une audition à l'Université de Louisiane. Son succès est tel, qu'elle intègre la classe du ténor Robert Grayson qui deviendra son mentor.
Elle entre ensuite au sein du Lindemann Young Artists Development Program du Metropolitan Opera.

### Carrière
En 1995, Oropesa fait ses débuts  au MET, première scène américaine de notoriété mondiale, où elle interprète, par la suite, de nombreux rôles (Suzanne dans Les Noces de Figaro, Lisette dans La rondine...).
En 2015, elle se produit, pour la première fois, à l'Opéra national de Paris. Elle y interprète le personnage de Konstanze (Die Entführung aus dem Serail). Elle y remplace en juin 2017, au pied levé, Nadine Sierra dans le rôle de Gilda (Rigoletto). Elle est ensuite engagée pour chanter Rosine dans Le Barbier de Séville et Adina dans L'elisir d'amore. Elle reçoit un grand succès en Marguerite de Valois (Les Huguenots, à l'Opéra Bastille, en 2018, rôle qu'elle apprend en une semaine, là encore pour remplacer la soprano initialement prévue.
En 2017, elle chante Ophélie dans Hamlet  d'Ambroise Thomas, rôle qu'elle reprend à l'Opéra Bastille en mars 2023.
En 2019, elle chante Amalia dans I masnadieri de Verdi à la Scala et se produit sur toutes les plus grandes scènes internationales. Elle est désignée « Best opera singer » par la revue Oper! en février 2023.
Lisette Oropesa a reçu les insignes de chevalier dans l'Ordre des Arts et des Lettres, le 8 mars 2023.

### Vie personnelle
Son arrière-grand-mère est espagnole. 
Elle est l'aînée d'une famille de trois enfants. Elle a deux sœurs qui chantent également. La plupart des membres de la famille jouent d'un instrument.
Lisette Oropesa renoue avec Steven Harris, son ex-compagnon durant ses études secondaires, qu'elle retrouve sur Facebook. Ils se marient à Tucson, Arizona, en octobre 2012 pendant qu'elle se produit à l'Opéra d'Arizona dans le rôle titre de Lucia di Lammermoor.
La cantatrice acquiert la nationalité espagnole en 2019.
Lisette Oropesa est une sportive accomplie, notamment dans le domaine de la course à pied et a déjà terminé six marathons. À la suite de problèmes de poids, elle a suivi un régime très strict et vegan.

## Récompense
- International Opera Award dans la catégorie « interprète féminin » (2024)[13].

## Distinction
- Chevalière de l'ordre des Arts et des Lettres[8]

## Discographie / Vidéographie

### CD
- Within/Without, Mélodies et airs d'opéras, avec Vlad Iftinca, 2017, album autoproduit, disponible en streaming
- Aux filles du désert, Mélodies et airs d'opéras, avec Michael Borowitz, 2018, album autoproduit, disponible en streaming
- Mahler, Symphonie n°8, avec Yannick Nézet-Séguin, Philadelphia Orch. 2020, Deutsche Grammophon
- Ombra Compagna, Mozart concert arias, avec Antonello Manacorda, 2021, Pentatone
- Verdi, La Traviata, avec la Dresdner Philharmonie, dir. Daniel Oren, 2022, Pentatone
- French Belcanto Arias (Rossini et Donizetti), dir. Corrado Rovaris, 2022, Pentatone
- Haendel, Theodora, avec Il Pomo d'Oro, dir. Maxim Emelyanychev, 2022, Penatone

### DVD
- Humperdink, Hänsel et Gretel, rôle de la Fée, dir Jurowski, Metropolitan Opera, 2008, Emi Classics
- Puccini, La Rondine, rôle de Lisette, dir Armiliato, Metropolitan Opera, 2009, Warner Classics
- Wagner, Der Rheingold, rôle de Woglinde, dir. Levine, Metropolitan Opera, 2012, Deutsche Grammophon
- The Enchanted island, dir. William Christie, 2011, Deutsche Grammophon
- Verdi, Falstaff, rôle de Nanetta, dir. Levine, Metropolitan Opera, 2013, Decca
- Rameau, Les indes galantes, rôles de Hébé et Zima, dir. Bolton, 2017, Belair classics
- Verdi, Rigoletto, rôle de Gilda, dir. Pappano, 2022, Opus Arte